# Piran - Pirano
Piran - Pirano je slovenski celovečerni igrani dramski film iz leta 2010. Napisal in režiral ga je Goran Vojnović, za katerega je to celovečerni prvenec.

### Zgodba
Ostareli italijanski izgnanec Antonio ob obisku rojstne hiše v Piranu v flashbackih obuja spomine na 2. svetovno vojno skupaj s piranskim Bosancem Veljkom, vdovcem Antoniove simpatije Anice.

### Produkcija
Film je produciral Franci Zajc iz podjetja Arsmedia. Koproducenta sta bila Jadran film Zagreb in Radiotelevizija Slovenija, tehnične storitve je nudil Filmski studio Viba film. Sodelovala je Občina Piran.
Vojnović se je za snemanje filma odločil, ker ni videl možnosti za realizacijo filma Čefurji raus! (2013). Zdelo se mu je, da bo z naturščiki ali neizkušenimi igralci več dela, ni vedel tudi, koliko časa jih bodo iskali. Kasneje je odločitev obžaloval, ker ni vedel, kako težko nalogo si je zadal. Na zgodbo je vplivala izkušnja odraščanja avtorja in njegovih staršev v multikulturnem okolju.
Scenarij so ocenjevale štiri komisije, prvi se ni zdel dovolj zrel, z vsako prijavo pa so se ocene slabšale. Vojnović je trdil, da ocenjevanje ni bilo strokovno, ter da so mu pomagali ljudje, ki so delali pri Nikogaršnji zemlji.

### Financiranje
Film je sofinanciral Filmski sklad Republike Slovenije s 920.507 evri, celoten projekt pa je stal 1.685.626 evrov.

## Sprejem pri kritikih, ostalih filmarjih in gledalcih

### Kritiki
Marcel Štefančič jr. je film označil za kolekcijo otroških bolezni slovenskega filma, ki bo kljub spodobnemu budžetu, fotogeničnim lokacijam in dobrim temam šok za ljubitelje knjige Čefurji raus!, pa tudi sovražnike slovenskega filma. Zmotilo ga je, da je Vojnović z entuziazmom Eda Wooda posnel poklon negledljivim Vibinim produkcijam iz osemdesetih let dvajsetega stoletja. Scenariju je očital, da se pri veliki količini tem ne more odločiti, kaj bi rad bil, samemu filmu pa videz folklorne uprizoritve kakega društva. Opazil je, da vsako majhno vlogo zaseda znan igralec, ter da vsi liki preveč govorijo ter se obnašajo, kot da že živijo v letu 2010. Zavrnil je preveč funkcionarski poskus filma, da bi se vključil v debato o povojnih pobojih. Spomnil je na filme Srce v breznu, Pokrajina št. 2 in Osebna prtljaga.
Slavko Jerič je za portal MMC rtvslo.si napisal, da film hoče obdelati vse teme, za kar mu zmanjka časa in je zato povšen, da liki preveč govorijo in imajo pretirane telesne reakcije ter da je film statičen in ne ve, kaj bi z lokacijami, na katerih poteka.
Marko Pigac je na svojem blogu zapisal, da je film dolgovezen ter da so Slovenci prikazani kot umsko zaostali podivjanci, podobni Arkanovim plačancem in angleškim pijancem. Film po njegovem glede na milijon evrov proračuna izgleda presenetljivo slabo, pripomnil je še, da fantje danes z domačo opremo in za manj denarja snemajo bolje. Tako kot Štefančič je opozoril na podobnost z negledljivimi slovenskimi filmi iz osemdesetih let, česar glede na Vojnovićevo mladost ni pričakoval.
Matic Majcen je napisal, da so se Vojnovićevi kratki filmi na dotakratnih Festivalih slovenskega filma izgubili v povprečju, da si je visoko denarno podporo za svoj prvenec prislužil po politični liniji, ter da se je filmski sklad očrnil s tem, ko je povozil negativne ocene strokovnih komisij. Uspeh knjige Čefurji raus! in policijski pregon Vojnovića leta 2008 je navedel kot razloga, da je Vojnović postal neke vrste nacionalni projekt, nedotakljiv za kakršnokoli kritiko. Mitjo Okorna je označil za žrtev krivice, saj je ta kljub dobri gledanosti svojega prvenca Tu pa tam ostal brez podpore, ker je v svojem filmu prikazal kriminal, nasilje in necenzurirano ulično govorico, ki niso bili po volji filmskemu skladu, ki podpira le sterilne in nezanimive projekte brez pornografije, nasilja in določenih političnih stališč. Poleg Vojnovićevih pomanjkljivih režiserskih sposobnosti ga je zmotila tudi njegova starost, saj bi moral pri svojih tridesetih upornik, kot so bili ognjeviti in konfliktni predstavniki francoskega novega vala, ne pa da je posnel film, enak Vibinim produkcijam s konca 80. let, ki so po besedah Ekranovega kritika Petra M. Jarha »narod stale velike denarje za prazen nič«.

### Kolegi
Režiser Janez Burger je dejal, da lahko Vojnoviću oprosti neizkušenost, snemalec, scenograf in kostumograf pa bi glede na svoje izkušnje morali svoje delo bolje opraviti.
Mitja Okorn je film večkrat napadel. Meni, da je Piran - Pirano neupravičeno dobil veliko denarja, na koncu pa pogorel pri kritikih in gledalcih ter da je Vojnović eden izmed privilegiranih slovenskih ustvarjalcev, ki lahko računajo na visoka sredstva ne glede na to, kaj delajo.

### Obisk v kinu
Film je videlo 11.678 gledalcev. Slovenski filmski sklad je gledanost označil za »solidno«, film pa za »odmeven«.

## Zasedba
| Lik           | Nastopajoči        |
| ------------- | ------------------ |
| Antonio       | Boris Cavazza      |
| Veljko        | Mustafa Nadarević  |
| Anica         | Nina Ivanišin      |
| Mladi Veljko  | Moamer Kasumović   |
| Mladi Antonio | Francesco Borchi   |
| Komandant     | Peter Musevski     |
| Nina          | Nataša Tič Ralijan |
| Roberto       | Janko Petrovec     |
| Mauro         | Daniel Veznaver    |
| Monica        | Laura Podgoršek    |
| Ettore        | Marko Sosič        |
| Laura         | Jožica Avbelj      |
| Miha          | Gregor Zorc        |
| Marko         | Matej Puc          |
| Štefan        | Miha Nemec         |
| Mira          | Miranda Caharija   |
| Mojca         | Maja Gal Štromar   |
| Katja         | Urška Bradaškja    |
| Danica        | Marijana Brecelj   |
| Borut         | Matevž Biber       |
| Mitja         | Kristijan Guček    |
| Uroš          | Primož Forte       |

## Ekipa
- Scenarij in režija: Goran Vojnović
- Direktor fotografije: Radovan Čok
- Glasba: Tamara Obrovac
- Montaža: Janez Bricelj
- Snemalec zvoka: Jože Trtnik
- Oblikovalec zvoka: Boštjan Kačičnik
- Scenografinja: Urša Loboda
- Kostumografinja: Zvonka Makuc
- Oblikovalka maske: Mirjam Kavčič
- Producent: Franci Zajc

## Nagrade

### 13. Festival slovenskega filma v Portorožu
- najboljša ženska vloga (Nina Ivanišin)
- najboljši scenarij
- najboljša montaža